# Ahu

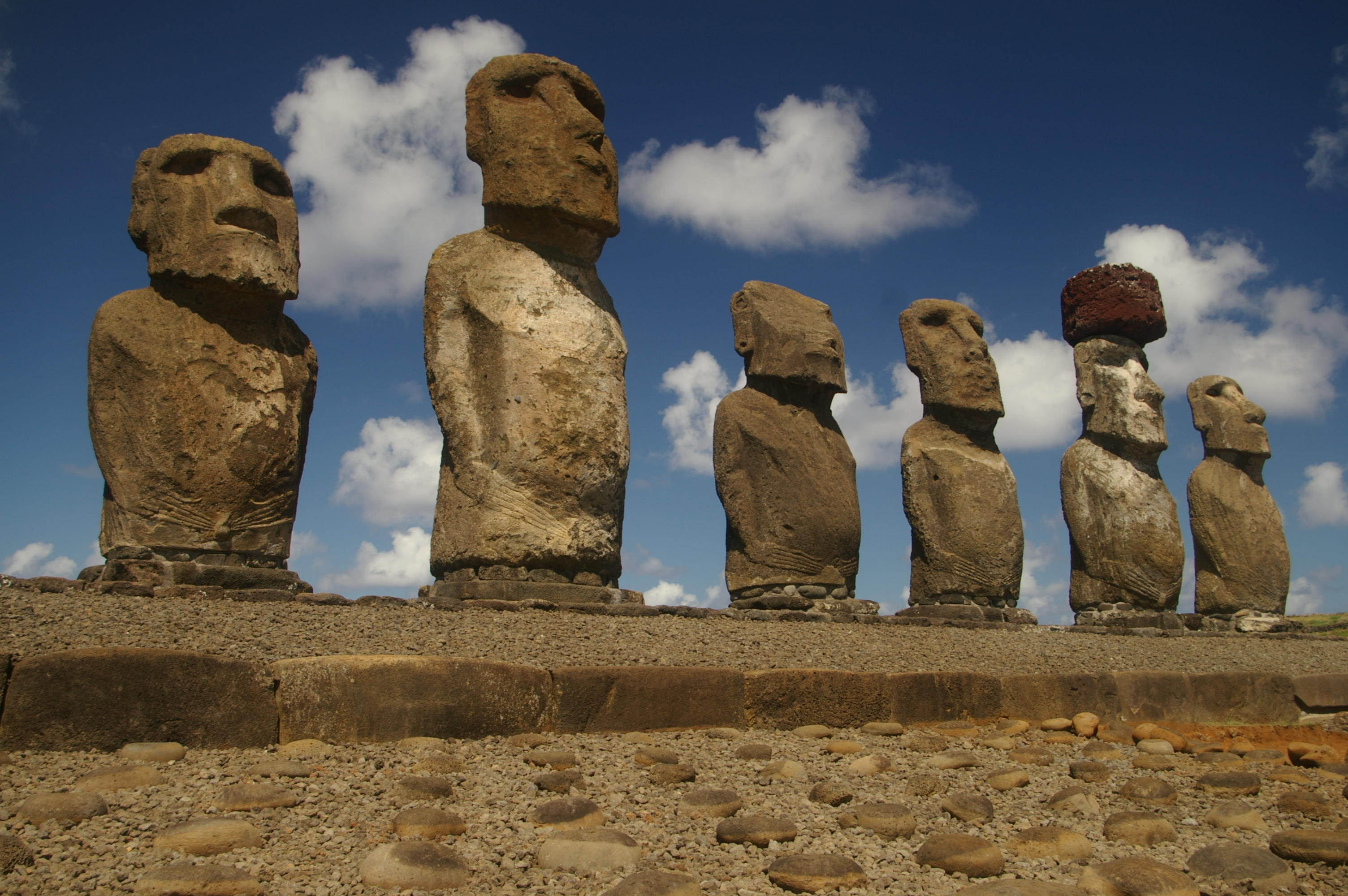
Vista parcial del Ahu Tongariki, el más grande de la isla (200 m de largo y 15 moais) y la mayor construcción megalítica del Pacífico Sur.

Un ahu es una plataforma ceremonial de isla de Pascua, donde se rendía culto a los ancestros. Construidas de piedras encajadas, forman la base donde luego se ubicarían los moái.
Normalmente están ubicados paralelos a la costa, o en relación con orientaciones astronómicas, mirando los moái hacia el interior de la isla.

## Uso
Estas plataformas ceremoniales, cuya estructura tiene similitud con otras plataformas similares en Polinesia, son recintos mortuorios ceremoniales de rasgos muy variables como largo, altura, encaje o presencia de esculturas. Estas plataformas fueron construidas para albergar los cuerpos de los líderes (denominados ariki) o personas de alto rango de los clanes ancestrales de la isla, siendo los ahus propios del territorio de cada clan. En relación con estos clanes, es la razón a la gran cantidad de ahus que tiene la isla (300 ahus aprox.).
Los ahu como recintos mortuorios, contaban con restricciones sagradas (tapu) y fueron importantes centros religiosos, políticos y económicos. La población más importante y de puestos importantes en la jerarquía de este pueblo vivían cerca de las plataformas, mientras que el resto de la población vivía al interior de la isla, por lo que se puede deducir que los ahu y sus moáis fueron exclusivos para solo una parte de la población. En los ahu se realizaban los procesos mortuorios, precedidos de un sacerdote funcionario del ahu denominado timo, cuya insignia era el rapa (una especie de remo de dos paletas de 50 cm aprox. con detalles tallados que simulan un rostro humano), era el encargado de cremar los cuerpos detrás de las plataformas para la población común de la isla.
En el caso de una persona de alto rango como el rey, a los muertos se les envolvía en mortajas especiales (takapau) de fibra de mahute o una gran capa nua para envolver el cuerpo del difunto. Posteriormente era puesto sobre la parte delantera de la plataforma llamada tahua, sobre una angarilla de palo (rango) en posición horizontal. En el transcurso de 1-2 años, con trabajo de sacerdotes especiales para ello, los huesos eran separados de la carne y depositados en las cavidades funerarias del ahu (avanga) y luego era tapado con piedras y tierra. Todo esto listo se seguía con la colocación del moái correspondiente.
Otro uso dado a estas construcciones fue una respecto a una orientación astronómica, al alinearse con la salida del Sol o con estrellas y constelaciones importantes, para determinar las épocas del año y la ubicación temporal para el establecimiento de prohibiciones permanentes o estacionales en agricultura, pesca, cultivos y otros ámbitos en la vida diaria y social. En el calendario ancestral rapanui el inicio del año empieza a mediados de junio con el solsticio de invierno, con la salida de las Pléyades (conocidas como Matariki en la isla de Pascua) y con solo dos épocas estacionales diferenciadas: invierno (tonga) y verano (hora). Los ahus ubicados al interior de la isla como el Ahu Akivi (al Este de Rapa Nui) y el Huri A Urenga (en las cercanías de Hanga Roa) cumplen tales funciones.